# Paragem de Balazar
A Paragem de Balazar, originalmente denominado de Ballazar, é uma interface encerrada da Linha do Porto à Póvoa e Famalicão, que servia a localidade de Balazar, no Município de Póvoa de Varzim, em Portugal.

## História

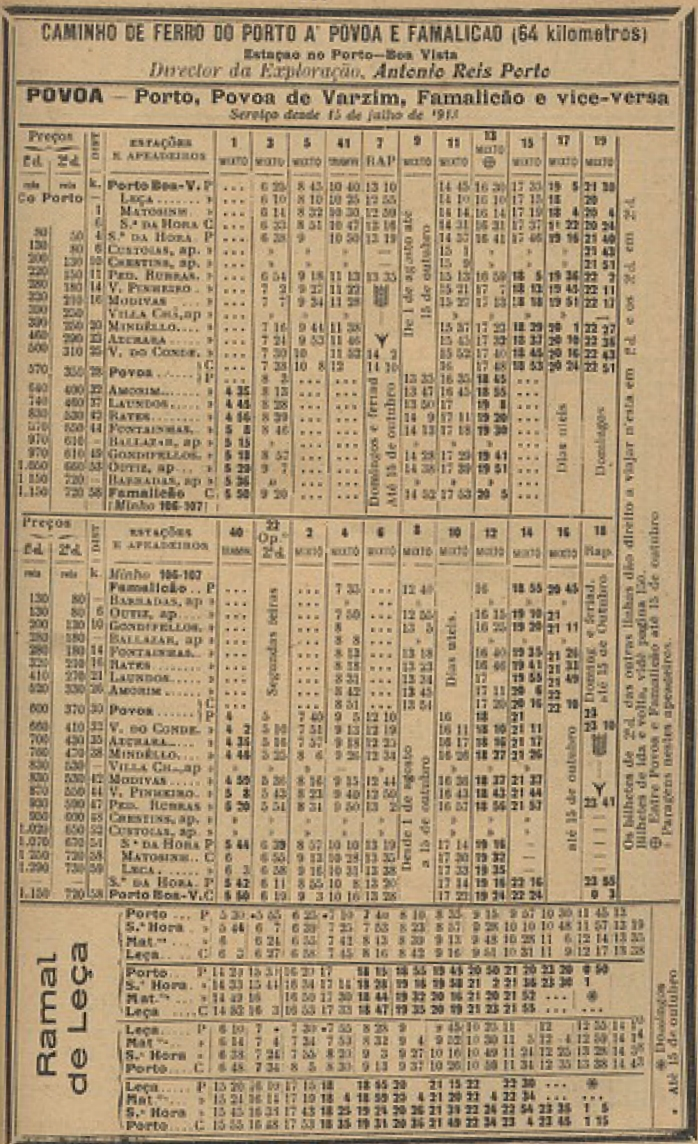
Horários de 1913, onde esta interface surge com a categoria de apeadeiro, e o nome de Ballazar.

Quando se estiveram a realizar os estudos para o traçado da Linha do Minho, um dos projectos apresentados transitava por Travagem, Balazar, Necessidades e Esposende, que foi recusado por passar muito longe de Vila Nova de Famalicão e Barcelos, pelo que foram elaborados novos planos, que serviam mais directamente estas localidades.
O troço entre Famalicão e Fontaínhas da Linha do Porto à Póvoa e Famalicão, onde esta interface se encontra, abriu à exploração no dia 12 de Junho de 1881.
Em 1913, ostentava a categoria de apeadeiro, e denominava-se de Ballazar.